# Dipsacaster pretiosus
Dipsacaster pretiosus is een kamster uit de familie Astropectinidae.
De wetenschappelijke naam van de soort werd in 1902 gepubliceerd door Ludwig Döderlein.